# Novovodeane, Kreminna
Novovodeane (în ucraineană Нововодяне) este o comună în raionul Kreminna, regiunea Luhansk, Ucraina, formată numai din satul de reședință.

## Demografie
Componența lingvistică a comunei Novovodeane
     Ucraineană (97,93%)
     Rusă (2,07%)
Conform recensământului din 2001, majoritatea populației comunei Novovodeane era vorbitoare de ucraineană (97,93%), existând în minoritate și vorbitori de rusă (2,07%).